# 로만 파블류첸코
로만 아나톨리예비치 파블류첸코(러시아어: Роман Анатольевич Павлюченко, 1981년 12월 15일~, 모스톱스코이)는 러시아의 전 축구 선수이다. 현역 시절 포지션은 공격수였다.

## 경력
파블류첸코는 1999년에 자신의 첫 팀인 디나모 스타브로폴에서 데뷔했으며, 그는 로토르 볼그그라드로 이적해 3년 동안 머물렀다.
2003년에 러시아 프리미어리그의 스파르타크 모스크바로 이적하여, 5시즌 동안 활약하였다.
2008년 8월에는 잉글랜드 프리미어리그의 토트넘으로 이적하게 되었다.
2015년 7월에는 러시아 프리미어리그의 쿠반 크라스노다르으로 이적하게 되었다.

### 스파르타크 모스크바
2003년 스파르타크 모스크바로 이적한 파블류첸코는, 147경기에서 77골을 기록하며 팀 내 최다 득점을 기록하였다.

## 국가대표팀
2005년, 파블류첸코는 처음으로 러시아 축구 국가대표팀에 발탁되었고, 이후 대표팀의 주전 공격수로 뛰었다.

### 유로 2008
파블류첸코는 유로 2008 예선 러시아 대 잉글랜드전에서 두 골을 넣으며 각광 받았다. 그는 거스 히딩크가 선택한 유로 2008에 출전할 23명의 명단에 포함되었다. 그는 첫 경기인 스페인전에서 뒤늦게 러시아의 만회골이자 첫 골을 넣었고, 첫 경기의 손실을 러시아의 세 번째 경기인 스웨덴전에서 보완했다. 그는 준준결승전에서 네덜란드를 맞아 선제골을 터뜨렸고, 러시아는 네덜란드를 3-1로 완파했다.

### 유로 2012
유로 2012 대회에서는 체코와의 경기에서 1골을 기록하였다. 이후 국가대표를 은퇴하였다.

## 수상
스파르타크 모스크바
- 2002-03 러시아 컵 우승

 토트넘 홋스퍼
- 2008-09 풋볼 리그 컵 준우승

 러시아
- UEFA 유로 2008 4강

개인
- 러시아 프리미어리그 득점왕 : 2006, 2007
- 2008년 2월 토트넘 이 달의 선수
- UEFA 유로 2008 올스타팀
- UEFA 유로 2008 그리스 vs 러시아 조별리그 맨 오브 더 매치